# Vézelois
Vézelois település Franciaországban, Territoire de Belfort megyében. Lakosainak száma 1026 fő (2022. január 1.). Vézelois Chèvremont, Andelnans, Danjoutin, Fontenelle, Novillard, Pérouse és Meroux-Moval községekkel határos.

## Népesség
A település népessége az elmúlt években az alábbi módon változott:
| Lakosok száma | 930  | 946  | 970  | 953  | 973  | 986  | 999  | 1003 | 1026 |
|               | 2013 | 2015 | 2016 | 2017 | 2018 | 2019 | 2020 | 2021 | 2022 |